# Filderklinik
Die Filderklinik in Filderstadt-Bonlanden ist eines von sechs anthroposophisch ausgerichteten Krankenhäusern in Deutschland. Betreiber ist die gemeinnützige Gesellschaft Filderklinik gGmbH. Die Klinik ist akademisches Lehrkrankenhaus der staatlichen Universität für Medizin, Pharmazie, Naturwissenschaft und Technik in Neumarkt a. M.
Hauptbegründer der seit 1975 bestehenden Filderklinik waren Hermann und Ernst Mahle, die Gründer des Mahle-Konzerns. Die Mahle-Stiftung GmbH ist der Hauptgesellschafter und zugleich der größte Förderer der Filderklinik gGmbH.
Das Krankenhaus beschäftigt rund 915 Mitarbeiter und verfügt über 300 Betten. Im Jahr 2017 wurden 12.185 Patienten stationär und 32.753 Patienten ambulant betreut. Jährlich kommen in der Filderklinik rund 2500 Kinder auf die Welt. Die der Filderklinik angegliederte freie Krankenpflegeschule verfügt über 60 Ausbildungsplätze.
Der erste große Bauabschnitt wurde von dem Architekten Christoph Klein und dem Künstler Wilfried Ogilvie entworfen. Die Filderklinik war nach eigenen Angaben im Jahr 2014 deutschlandweit das Krankenhaus mit der niedrigsten Kaiserschnittrate. Die Klinik nahm zudem aktiv an der Kampagne zur Stärkung der natürlichen Geburt des Landes Baden-Württemberg teil.

## Bedeutung
Die Filderklinik ist mit sämtlichen für die Grund- und Regelversorgung notwendigen Fachabteilungen ausgestattet. Im Rahmen der Akutversorgung ist sie für die ambulante und stationäre Versorgung (inkl. Notfallpraxis, Notarztdienst und Hubschrauberlandeplatz) der westlichen Filder zuständig.

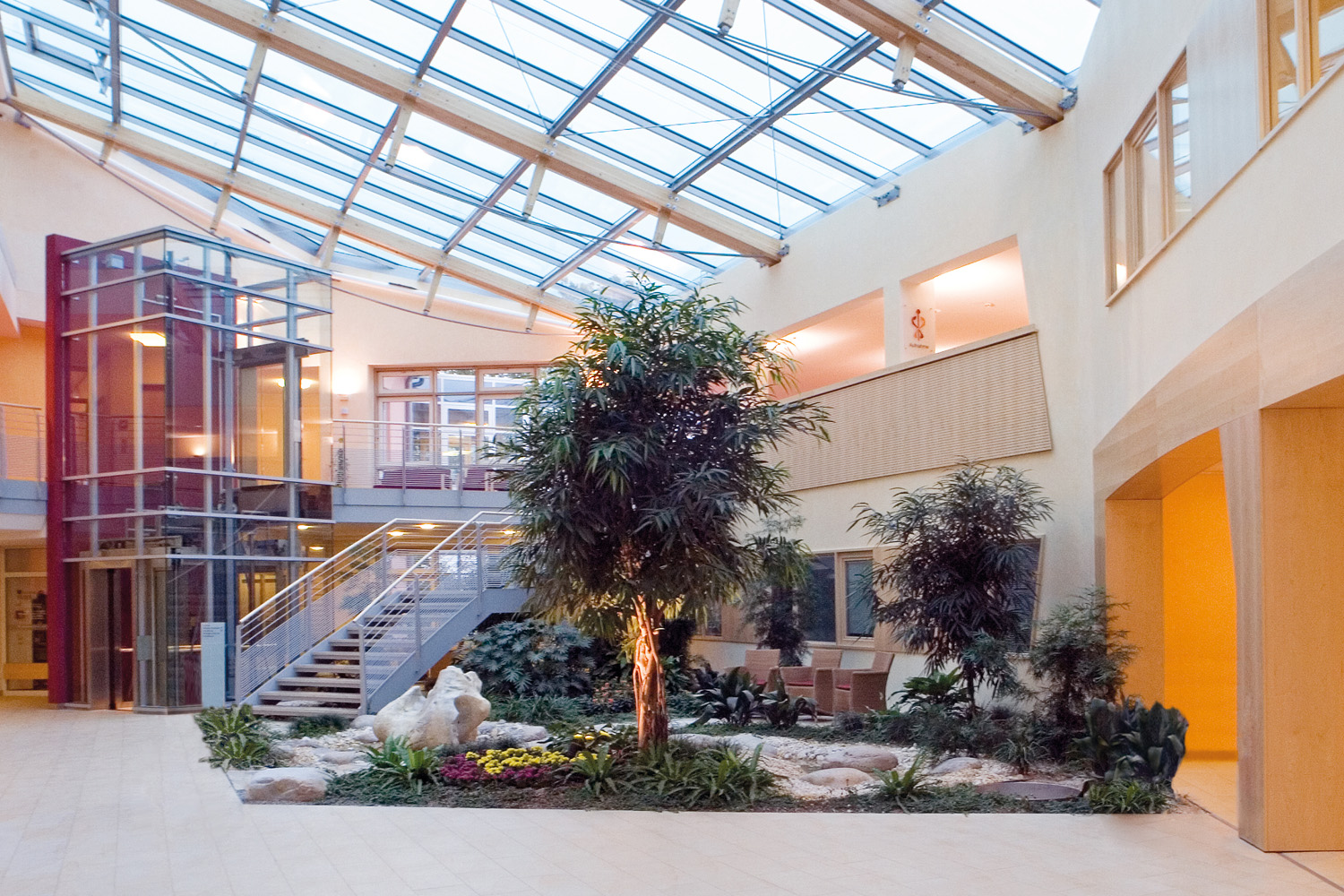
Foyer
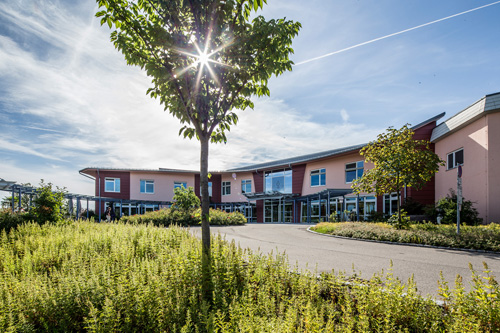
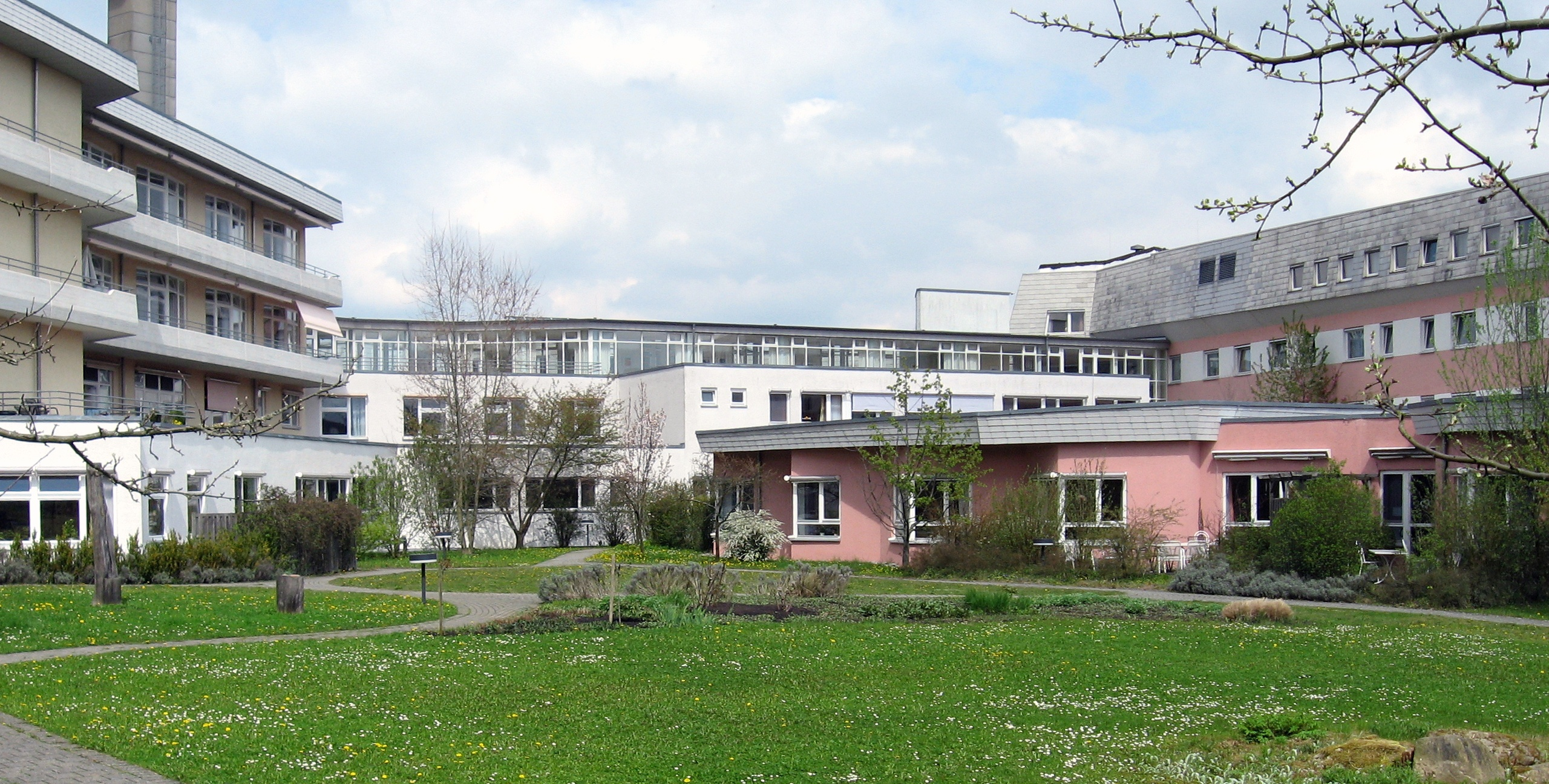

## Fachabteilungen
- Anästhesie
- Chirurgie (Allgemein-, Unfall- und Viszeralchirurgie)
- Frauenheilkunde und Geburtshilfe
- Innere Medizin
- Intensivmedizin
- Kinder- und Jugendmedizin (Pädiatrie)
- Neonatologie
- Onkologie
- Psychosomatik, Tagesklinik Psychosomatik, Kunsttherapie
- Radiologie
- Physiotherapie

4 Medizinische Versorgungszentren (MVZ)
- Praxis für Kinder- und Jugendpsychiatrie, -Psychosomatik und Kinder- und Jugendlichenpsychotherapie
- Praxis für Frauenheilkunde und Geburtshilfe
- Radiologische Praxis
- Kinderarztpraxis